# Oh che bei tempi
Oh che bei tempi è un album del gruppo I Trilli pubblicato nel 1978 dall'etichetta Area record. L'album è interpretato dal solo Giuseppe Deliperi, detto Pucci.

## Tracce
Lato A
1. Oh che bei tempi (Masuero, Deliperi, Merta, Merli, Poltini, De Scalzi)
2. A-i tempi do carrubba e da sciä Elena (Petrucci, Alvaro, Poltini)
3. Opera 1a (Merli, Merta, Poltini)
4. Gazza ladra (Gioachino Rossini)
5. Montecarlo (Merli, Merta, Poltini)
6. Avventûa (Merli, Merta, Poltini)

Lato B
1. O baciccin (Carbone, Margutti)
2. O miracolo (Mezzanego, Poltini)
3. A mae casa (Petrucci, De Pino, Poltini)
4. Moae te sempre ti (Deliperi, Merta)
5. E ghe creddeivo (Masuero, Poltini)
6. Belli zeneisi (Merli, Poltini)